# Ди Фаусто, Флорестано

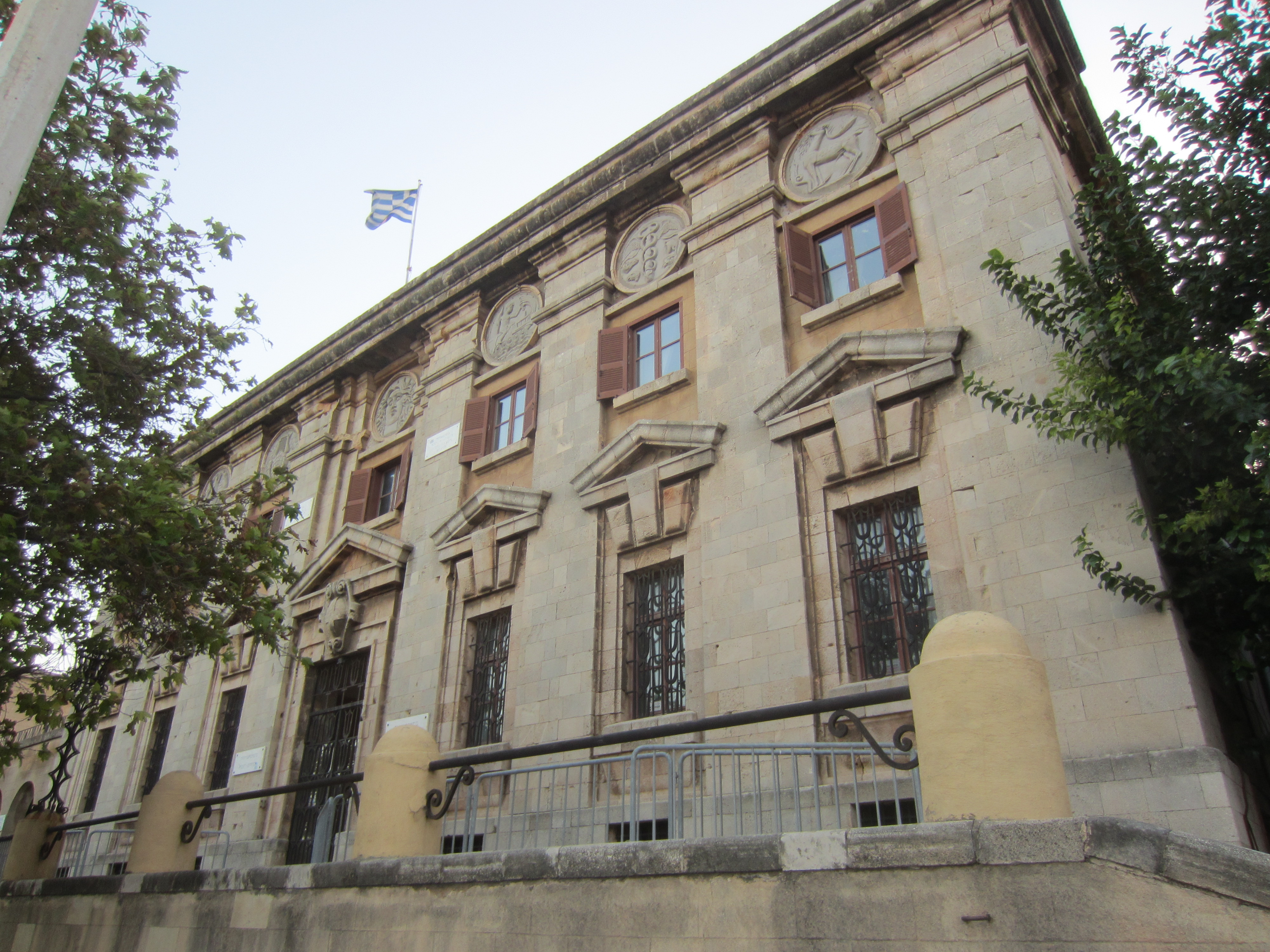
Флорестано Ди Фаусто. Почтовый дворец. Родос. 1927—1928. Фрагмент фасада. Фотография 2014 года.

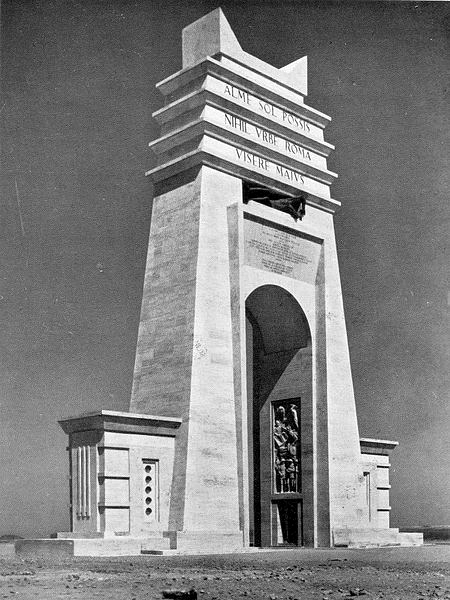
Арка Филенов. Ливия. 1937

Флорестано ди Фаусто (итал. Florestano Di Fausto; 6 июля 1890, Рокка-Кантерано, Италия — 11 января 1965, Рим, Италия) — выдающийся итальянский архитектор и градостроитель, пионер итальянской колониальной архитектуры 1920—30-х годов, один из создателей направления «средиземноморской архитектуры». В 1924—1932 годах в качестве «технического консула» Министерства иностранных дел фашистской Италии реализовал множество административных построек для нужд дипломатического ведомства и культурных институций Италии в различных странах. В 1926 году создал генплан и реализовал множество построек в городе Родос, на оккупированном Италией острове Родос. Новый Родос представал в этом проекте как город-сад с рационально спланированными широкими улицами, при прокладке которых архитектор, как считается, учитывал исходные исторические планировочные решения Гипподама Милетского. Новая архитектура, решенная с многочисленными заимствованиями и прямыми цитатами из различных европейских исторических стилей, была призвана насаждать новую европейскую идеологию в городе, который 390 лет находился под турецким владычеством.
С 1932 года строил в Итальянской Ливии (здания в Триполи, знаменитая триумфальная Арка Филенов).
В 1941 году выступил автором декораций к фильму «Король забавляется».
В последние годы Ди Фаусто строил для католической церкви, выступал с критикой современного искусства. После смерти находился в забвении, пока в 1990-х его работы не заинтересовали архитекторов-постмодернистов. Обширный список работ Ди Фаусто находится сегодня в процессе составления.